# المشروع النهضوي العربي
المشروع النهضوي العربي هو مشروع حضاري أعده مركز دراسات الوحدة العربية لإرساء أساس تقوم عليه الوحدة العربية في ظل الفشل المطبق للمشاريع القطرية العربية. يقوم المشروع على ستة عناصر:
- الوحدة العربية في مواجهة التجزئة،
- الديمقراطية في مواجهة الاستبداد،
- التنمية المستقلة في مواجهة النمو المشوه والتبعية،
- العدالة الاجتماعية في مواجهة الاستغلال،
- الاستقلال الوطني والقومي في مواجهة الهيمنة الأجنبية والمشروع الصهيوني،
- الأصالة والتجدد الحضاري في مواجهة التغريب.

## أهمية المشروع
تنبع أهمية هذا المشروع من شموليته، حيث شكل إطار عمل ومبادئ دستور تقوم عليها الوحدة العربية. وردت معظم هذه العناصر متفرقة في الأدبيات المؤرِّخَة لمشاريع النهضة التي شهدها الوطن العربي على مراحل تاريخية متعاقبة، غير أنها لم تأت متكاملة ومجتمعة إلا في المشروع النهضوي الجديد الذي ولِد من رحم التغيرات النوعية التي طالت بنيان المجتمع العربي بعد هزيمة 1967، وما تلتها من كبوات، ثم إنها عناصر مشروع يشكل منظومةً مترابطةً من الأهداف يصعب فصلُ الواحد عن الآخر. إنها حلقات متلازمة ومتراصة لا تقبل التجزئة ولا التقسيم.
نشرت تفاصيل المشروع في مجلة المستقبل العربي ضمن ملف خاص بعنوان «المشروع الحضاري النهضوي العربي» شمل إحدى عشرة دراسة هي في الأصل أوراق عمل قدمت إلى ندوة «نحو مشروع حضاري نهضوي عربي» نظمها المركز في فاس في المغرب عام 2001. وتلقي هذه الدراسات الضوء على جوانب مهمة من عناصر المشروع النهضوي الستة، وعلى التحديات الداخلية والخارجية التي تعترضه، وكذلك تركز على الترابط الوثيق بين العروبة والإسلام، وعلى قضايا أساسية لانجاح المشروع كالاجتهاد والتجديد والمشاركة الشعبية، والدراسات هي:
1. «تعريف المشروع الحضاري وتجاربه وتطوره» لعبد العزيز الدوري
2. «البيئة الإقليمية من منظور المشروع الحضاري النهضوي العربي» لناصيف حتي
3. «تحليل الواقع العربي من منظور المشروع الحضاري النهضوي العربي» لأحمد يوسف أحمد
4. «الوحدة العربية من منظور المشروع الحضاري» لسعدون حمادي
5. «الديمقراطية من منظور المشروع الحضاري» لفهمي هويدي
6. «التنمية المستقلة من منظور المشروع الحضاري» لإسماعيل صبري عبد الله
7. «العدالة الاجتماعية من منظور المشروع الحضاري» لجلال أمين
8. «الاستقلال الوطني والقومي من منظور المشروع الحضاري» لعادل حسين
9. «التجدد الحضاري من منظور المشروع الحضاري» لطارق البشري
10. «الطليعة الفاعلة والقوى الاجتماعية والسياسية من منظور المشروع الحضاري» لعلي نصار
11. «نحو تجسيد المشروع الحضاري النهضوي في الواقع العربي» لمعن بشور.[2]

أصدر المركز كتاباً نشر فيه تفاصيل عن المشروع  كما تُنْشَر دراسات حول المشروع بشكل متواصل في مجلة المستقبل العربي.